# Čeljabinská oblast
Čeljabinská oblast (rusky Челябинская область) je jedna z oblastí v Rusku. Nachází se na Jižním Urale, jejím hlavním městem je Čeljabinsk. Čeljabinská oblast patří k nejrozvinutějším regionům Ruska v oblasti průmyslu, zejména v odvětví metalurgie. Je zde 30 větších měst, v hlavním městě Čeljabinsku žije 1,2 mil. obyvatel. Oblast spadá do Uralského federálního okruhu.

## Historie
Čeljabinská oblast vznikla 17. ledna 1934.

## Oblastní symboly

### Vlajka
Vlajka Čeljabinské oblasti je tvořena červeným listem o poměru stran 2:3 se žlutým vodorovným pruhem, zabírajícím 1/6 šířky vlajky ve vzdálenosti 1/6 této šířky od spodního okraje. Poměr šířek pruhů je tedy 4:1:1. Uprostřed je bílý velbloud se žlutým nákladem, vysokým 1/2 šířky vlajky.